# Qualificazioni all'AFF Cup 2014
Le qualificazioni all'AFF Cup 2014 si tennero a Vientiane, in Laos, dal 12 al 20 ottobre 2014. I due posti ancora liberi per la fase finale del torneo furono contesi dalle cinque nazionali del Sud-est asiatico peggio piazzate nel ranking FIFA.

## Qualificazioni
| Data            | Luogo     | Squadra 1 | Risultato | Squadra 2 |
| --------------- | --------- | --------- | --------- | --------- |
| 12 ottobre 2014 | Vientiane | Timor Est | 4 - 2     | Brunei    |
| 12 ottobre 2014 | Vientiane | Laos      | 3 - 2     | Cambogia  |
| 14 ottobre 2014 | Vientiane | Brunei    | 2 - 4     | Laos      |
| 14 ottobre 2014 | Vientiane | Birmania  | 0 - 0     | Timor Est |
| 16 ottobre 2014 | Vientiane | Timor Est | 2 - 3     | Cambogia  |
| 16 ottobre 2014 | Vientiane | Brunei    | 1 - 3     | Birmania  |
| 18 ottobre 2014 | Vientiane | Cambogia  | 0 - 1     | Birmania  |
| 18 ottobre 2014 | Vientiane | Laos      | 2 - 0     | Timor Est |
| 20 ottobre 2014 | Vientiane | Birmania  | 2 - 1     | Laos      |
| 20 ottobre 2014 | Vientiane | Cambogia  | 1 - 0     | Brunei    |

| squadra   | P.ti | G | V | N | P | GF | GS | DR |
| --------- | ---- | - | - | - | - | -- | -- | -- |
| Birmania  | 10   | 4 | 3 | 1 | 0 | 6  | 2  | +4 |
| Laos      | 9    | 4 | 3 | 0 | 1 | 10 | 6  | +4 |
| Cambogia  | 6    | 4 | 2 | 0 | 2 | 6  | 6  | 0  |
| Timor Est | 4    | 4 | 1 | 1 | 2 | 6  | 7  | −1 |
| Brunei    | 0    | 4 | 0 | 0 | 4 | 5  | 12 | −7 |

## Marcatori
4 gol
- Sok Chanraksmey
- Soukaphone Vongchiengkham

3 gol
- Khampheng Sayavutthi
- Kyaw Ko Ko
- Murilo de Almeida

2 gol
- Adi Said
- Fakharrazi Hassan

1 gol
- Mohd Shahrazen Said
- Chhin Chhoeun
- Khoun Laboravy
- Phoutthasay Khochalern
- Khonesavanh Sihavong
- Ketsada Souksavanh

- Kyi Lin
- Min Min Thu
- Nanda Lin Kyaw Chit
- Anggisu Barbosa
- Filipe Bertoldo
- Patrick Fabiano